# 2006年伊朗城鄉議會選舉
2006年伊朗城鄉議會選舉在2006年12月15日舉行，以產生新一屆伊朗城鄉議會，伊朗城鄉議會繼而選舉伊朗各市市長。
伊朗專家議會的選舉也在同一天進行。

## 候選人
當時伊朗的合資格選民約4650萬人，競逐選舉的候選人有233,000人，合共產生113,000個議席。
德黑蘭作為首都及國內最大的城市，參與該區選舉的候選人也較知名，包括政治家穆罕默德-阿里·納傑菲（Mohammad Ali Najafi，穆罕默德·哈塔米執政時期的副總統及阿克巴爾·哈什米·拉夫桑賈尼執政時期的教育部部長）、艾哈邁德·馬斯傑德-賈梅伊（Ahmad Masjed-Jamei，穆罕默德·哈塔米執政時期的文化及伊斯蘭教令部部長）、瑪蘇梅·埃卜特卡爾（Masoumeh Ebtekar，穆罕默德·哈塔米執政時期的副總統、伊朗人質危機的學生發言人）、運動員哈迪·薩伊（Hadi Saei，跆拳道運動員、2004年夏季奧林匹克運動會金牌得主）、拉蘇爾·哈德姆（Rasoul Khadem，摔跤運動員、1996年夏季奧林匹克運動會金牌得主）、阿里禮薩·達比爾（Alireza Dabir，摔跤運動員、2000年夏季奧林匹克運動會金牌得主），以及總統馬哈茂德·艾哈邁迪內賈德的妹妹帕爾溫·艾哈邁迪內賈德（Parvin Ahmadinejad）。
值得注意的是，改革派在這一屆選舉裡達成了共識，具備一致的候選人名單，不同於去屆各個改革黨派都各自準備一份候選人名單。

## 選舉結果
各個城鄉的選舉名單無法查找，但德黑蘭市議會的選舉結果具有廣泛的代表性。2006年12月21日的點票收到1,656,558張選票，官方公佈了得票最多的15位候選人名單（當選）：
| 名次 | 姓名                     | 派系           | 得票    | 得票率 |
| 1    | 邁赫迪·查姆蘭            | 加利巴夫       | 603,766 | 36.45% |
| 2    | 莫爾塔扎·塔拉伊          | 加利巴夫       | 539,761 | 32.58% |
| 3    | 拉蘇爾·哈德姆            | 加利巴夫       | 427,097 | 25.78% |
| 4    | 阿巴斯·謝巴尼            | 加利巴夫       | 394,457 | 23.81% |
| 5    |                          | 改革派         | 384,358 | 23.20% |
| 6    | 哈姆扎·沙基卜            | 加利巴夫       | 330,233 | 19.93% |
| 7    | 阿里禮薩·達比爾          | 加利巴夫       | 306,729 | 18.52% |
| 8    | 帕爾溫·艾哈邁迪內賈德    | 艾哈邁迪內賈德 | 242,501 | 14.64% |
| 9    | 瑪蘇梅·埃卜特卡爾        | 改革派         | 232,959 | 14.06% |
| 10   | 艾哈邁德·馬斯傑德-賈梅伊 | 改革派         | 216,015 | 13.04% |
| 11   | 穆罕默德-阿里·納傑菲     | 改革派         | 202,700 | 12.24% |
| 12   | 瑪蘇梅·阿巴德            | 加利巴夫       | 201,754 | 12.18% |
| 13   | 哈桑·巴亞迪              | 加利巴夫       | 200,397 | 12.10% |
| 14   | 霍斯勞·丹尼許由          | 艾哈邁迪內賈德 | 200,175 | 12.08% |
| 15   | 哈比卜·卡沙尼            | 加利巴夫       | 197,284 | 11.91% |

這15名候選人在稍後被確認當選為德黑蘭市議會議員。

### 其他城市
其他城市的部分選舉結果：
- 在伊斯法罕，艾哈邁迪內賈德派系在11個議席當中贏得3席。
- 在大不里士，艾哈邁迪內賈德派系在16個議席當中贏得4席。
- 在庫姆，艾哈邁迪內賈德派系在9個議席當中贏得3席。
- 在設拉子，艾哈邁迪內賈德派系在11個議席當中贏得1席。
- 在阿爾達比勒，艾哈邁迪內賈德派系在9個議席當中贏得1席。

### 選舉爭議
改革派候選人不滿內政部延後公佈臨時選舉結果，抗議內政部未能在選舉結束後的兩天內公佈臨時選舉結果，而正常程序是臨時選舉結果在點票期間逐步公佈。候選人又聲稱點票時出現選舉舞弊，稱有票箱遺失，而其後發現的票箱裡沒有一張投給改革派候選人的選票。

## 註腳
1. ↑  Patrick M. Cronin. . Greenwood Publishing Group. 2008年: 第30頁. ISBN 0275999602 （英语）.
2. ↑  . Payvand. 2006-12-31  [2011-06-21]. （原始内容存档于2008-12-12） （英语）.
3. ↑  Golnaz Esfandiari. . Payvand. 2006-12-15  [2011-06-21]. （原始内容存档于2012-11-08） （英语）.
4. ↑  . Middle East Online. 2006-12-21  [2011-06-21]. （原始内容存档于2011-11-23）.
5. ↑  . Financial Times. 02-08-2009  [2011-06-21]. （原始内容存档于2019-08-21） （英语）.

## 外部連結
- （英文）伊朗總統在地方選舉當中失利（页面存档备份，存于）
- （英文）婦女在城鄉選舉裡的表現出色